# Aloe bowiea
Aloe bowiea är en grästrädsväxtart som beskrevs av Schult. och Julius Hermann Schultes. Aloe bowiea ingår i släktet Aloe och familjen grästrädsväxter. Inga underarter finns listade i Catalogue of Life.

## Bildgalleri

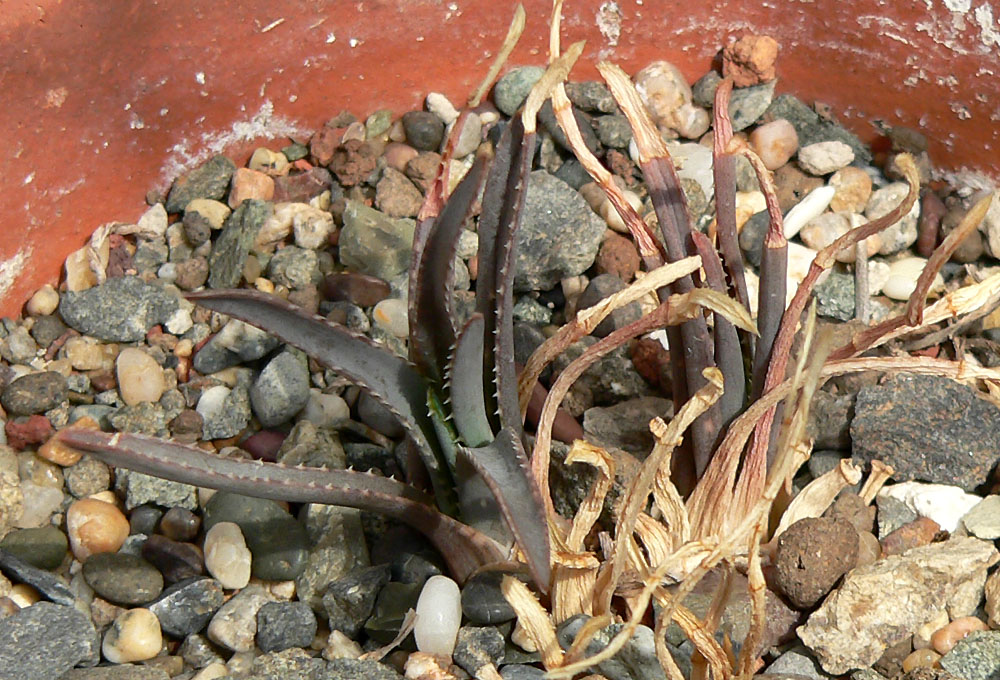